# Higher Power (Big Audio Dynamite)
Higher Power is het zevende studioalbum van de Britse indiedance-groep Big Audio Dynamite uit 1994. Het album werd door de band rond Mick Jones uitgebracht onder de verkorte naam "Big Audio". 

## Nummers
Kant 1
1. "Got to Wake Up" (Jones) - 4:51
2. "Harrow Road"  (Graham Fisher, Kenneth Hare, Jones, Stonadge) - 5:26
3. "Looking for a Song" (Jones, Sergio Portaluri, David Sion, Fulvio Zefret) - 3:47

Kant 2
1. "Some People" - (Hawkins, Jones) 4:55
2. "Slender Loris" (Jones) - 6:10
3. "Modern Stoneage Blues" (Jones, Stonadge) - 3:45

Kant 3
1. "Melancholy Maybe" (Jones, Stonadge) - 5:43
2. "Over the Rise" (Jones) - 4:57
3. "Why Is It?" (Jones, Stonadge) - 5:00
4. "Moon" (Jones) - 6:27

Kant 4
1. "Lucan" (Hawkins, Jones, Stonadge) - 5:49
2. "Light Up My Life" (Jones) - 4:35
3. "Hope" (Jones, Stonadge) - 5:38

## Bezetting
- Mick Jones - Zang, Gitaar
- Nick Hawkins – Gitaar
- André Shapps - Keyboards
- Gary Stonadge – Basgitaar
- Chris Kavanagh – Drums
- Michael Custance - Zang / DJ
- Ranking Roger - Zang
- Aki Omori, Loro Lucan - Achtergrondzang ("Some People")